# Сотрина
Сотрина — река в России, протекает по территории Серовского городского округа Свердловской области. Исток находится примерно в 10 км северо-северо-восточнее посёлка Боровой. Впадает в Сосьву в 256 км от её устья, является левым притоком. Длина реки составляет 45 км. Площадь водосборного бассейна — 476 км².
На реке находятся населённые пункты (от истока к устью): Первомайский, Верхнее Сотрино, Красноглинный и Новое Сотрино. В Красноглинном Сотрина пересекает железную дорогу Серов — Сосьва, близ устья — проходящее параллельно железной дороге шоссе.
В Красноглинном на Сотрине сооружён пруд Сотринский.

## Притоки
- Гусевка (правый, 14 км)
- Чёрная (правый)
- Нижняя (левый, 22 км)

## Данные водного реестра
По данным государственного водного реестра России относится к Иртышскому бассейновому округу, водохозяйственный участок реки — Тавда от истока и до устья, без реки Сосьва от истока до водомерного поста у деревни Морозково, речной подбассейн реки — Тобол. Речной бассейн реки — Иртыш.
Код водного объекта в государственном водном реестре — 14010502512111200010676.